# 匡希恆
（1960年5月10日—），中文名，美国聯邦眾議員和候任參議員，自2017年起任猶他州第3選區。柯蒂斯早年曾於臺灣擔任耶穌基督後期聖徒教會傳教士，並能說流利的中文，亦通曉台灣話。進入政壇後，2010年至2017間曾任猶他州普若佛市長。同年11月7日競選議員勝選後，取代辭職的傑森·查菲茨成為猶他州3選區議員。2019年10月18日，他與同黨眾議員馬里奧·迪亞斯-巴拉特、和民主黨眾議員阿爾比奧·席瑞斯、比森特·冈萨雷斯提出眾議院版本的《臺北法案》（H.R.4754），提倡幫助台灣鞏固邦交。他在2024年猶他州聯邦參議員選舉勝出，將接任米特·羅姆尼。

## 腳注
1. ↑  Provo City website （页面存档备份，存于）.  Accessed April 19, 2013.
2. ↑  Bloch, Matthew; Lee, Jasmine. . The New York Times. August 16, 2017  [August 16, 2017]. （原始内容存档于2017-08-17） （英语）.
3. 1 2  . John Curtis Congressman. 2019-10-18  [2019-10-31]. （原始内容存档于2019-10-31） （英语）.
4. ↑  . John Curtis Congressman. 2019-10-18  [2019-10-31]. （原始内容存档于2019-10-31） （英语）.
5. ↑  中央通訊社. . 中央社 CNA. 2025-03-13  [2025-05-22] （中文（臺灣））.
6. ↑  . The Salt Lake Tribune.   [2018-11-29]. （原始内容存档于2018-11-30） （美国英语）.
7. ↑  Gangitano, Alex; Gangitano, Alex. . Roll Call. 2017-11-30  [2018-12-05]. （原始内容存档于2018-12-06） （英语）.
8. ↑  . 自由時報. 2019-10-19  [2019-10-24]. （原始内容存档于2019-10-20）.